# Hurricane Soccer & Track Stadium
Le Hurricane Soccer & Track Stadium est un stade omnisports américain (servant principalement pour le soccer) situé dans la ville de Tulsa, dans l'Oklahoma.
Le stade, doté de 2 000 places et inauguré en 2003, appartient à l'Université de Tulsa et sert d'enceinte à domicile pour l'équipe universitaire des Golden Hurricane de Tulsa (pour ses équipes masculines et féminines de soccer, ainsi que d'athlétisme).

## Histoire
Le stade ouvre ses portes en 2003. Il est inauguré le 29 août 2003.
le 20 mai 2015, les Tulsa Roughnecks accueillent au stade l'équipe des Seacoast United Phantoms, pour un match du second tour de la Coupe des États-Unis de soccer.